# Rebecca Haimi
Rebecca Haimi, född 2 maj 1990 i Örebro, är en svensk journalist, krönikör och programledare. Sedan 2015 arbetar hon på Kulturnyheterna i SVT. Haimi har tidigare arbetat på Aftonbladet och Dagens Nyheter.